# Индекс РТС
Индекс РТС (MCX: RTSI) — композитный фондовый индекс, рассчитываемый на основе суммарной долларовой рыночной капитализации акций установленного списка эмитентов (наиболее ликвидные акции крупнейших российских эмитентов). За 100 принят размер капитализации на 1 сентября 1995 года. Перечень эмитентов и их вес в индексе пересматривается раз в квартал.
В настоящее время индекс РТС рассчитывается Московской биржей и считается основным индикатором фондового рынка России.
После объединения фондовых бирж РТС и ММВБ индекс РТС стал одним из двух Основных индексов Московской биржи наряду с индексом Мосбиржи (ранее назывался «индекс ММВБ»). Оба индекса имеют одну и ту же базу расчёта (то есть список акций и их вес), но Индекс РТС пересчитывает цены в долларах США, а индекс Мосбиржи — в рублях.
На срочном рынке Московской биржи торгуется расчётный фьючерс, базовым активом которого является индекс РТС.

## Методика расчёта
Индекс РТС отражает текущую суммарную рыночную капитализацию (выраженную в долларах США) акций некоторого списка эмитентов в относительных единицах. За 100 принята суммарная капитализация этих эмитентов на 1 сентября 1995 года. Таким образом, к примеру, значение индекса, равное 2400 (середина 2008 года) означает, что за почти 13 лет рыночная капитализация российских акций (с пересчётом в доллары США) из списка РТС выросла в 24 раза.
Индекс РТС рассчитывается в течение торговой сессии с частотой расчёта в 1 сек. Первое значение индекса является значением открытия, последнее значение индекса — значением закрытия.

## Минимальные и максимальные значения

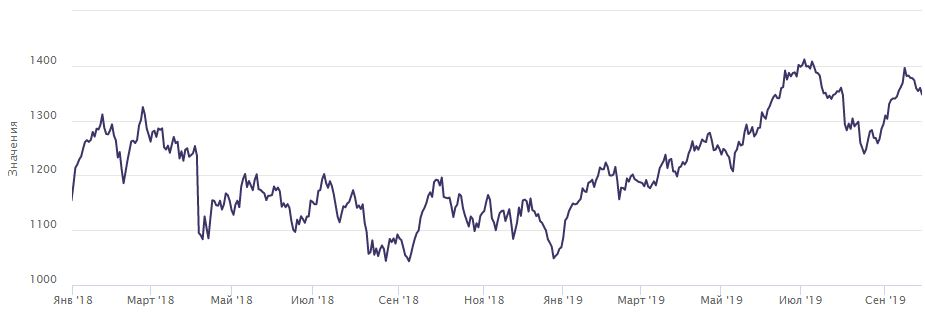

На сайте Московской биржи можно ознакомиться с таблицей значений индекса за выбранный период времени.
Исторический минимум был отмечен 2 октября 1998 года и составил 37,74 пункта.
Исторический максимум был установлен 19 мая 2008 года, когда индекс достиг 2498,10 пункта.
В 2007 году максимальное значение индекса составило 2360,15 пункта 12 декабря, минимальное — 1701,80 пункта 5 марта.
В 2008 году максимальное значение индекса составило 2498,10 пункта 19 мая, минимальное — 549,06 пункта 28 октября.
19 сентября 2008 года зафиксировано максимальное изменение индекса за один день за всю его историю +22,39 %.
6 октября 2008 года зафиксировано максимальное падение индекса за один день −19,10 %.
В 2009 году максимальное значение индекса составило 1508,42 пункта 18 ноября, минимальное — 492,59 пункта 23 января.
В 2010 году максимальное значение индекса составило 1776,17 пункта 28 декабря, минимальное — 1224,73 пункта 25 мая.
В 2011 году максимальное значение индекса составило 2134,23 пункта 11 апреля, минимальное — 1200,34 пункта 4 октября.
В 2012 году максимальное значение индекса составило 1762,71 пункта 19 марта, минимальное — 1 200,67 пункта 1 июня.
В 2013 году максимальное значение индекса составило 1638,08 пункта 28 января, минимальное — 1227,01 пункта 24 июня.
В 2014 году максимальное значение индекса составило 1443,85 пункта 6 января, минимальное — 578,21 пункта 16 декабря.
В 2015 году максимальное значение индекса составило 1092,52 пункта 13 мая, минимальное — 708,25 пункта 25 августа.
В 2016 году максимальное значение индекса составило 1170,51 пункта 14 декабря, минимальное — 607,14 пункта 21 января.
В 2017 году максимальное значение индекса составило 1196,99 пункта 6 февраля, минимальное — 958,83 пункта 22 июня.
В 2018 году максимальное значение индекса составило 1339,41 пункта 26 февраля, минимальное — 1033,31 пункта 25 декабря.
В 2019 году максимальное значение индекса составило 1487,82 пункта 7 ноября, минимальное — 1063,63 пункта 3 января.
В 2020 году максимальное значение индекса составило 1651,82 пункта 20 января, минимальное — 808,79 пункта 19 марта.
В 2021 году максимальное значение индекса составило 1933,59 пункта 26 октября, минимальное — 1361,73 пункта 29 января.
В 2022 году максимальное значение индекса составило 1640,39 пункта 3 января, минимальное — 610,33 пункта 24 февраля.
В 2023 году максимальное значение индекса составило 1159,55 пункта 22 ноября, минимальное — 900,08 пункта 17 февраля.

## Основные параметры
| Код индекса                        | RTSI                                              |
| Код Bloomberg                      | RTSI$                                             |
| Код Reuters                        | .IRTS                                             |
| Код ISIN                           | RU000A0JPEB3                                      |
| Тип индекса                        | Взвешенный по капитализации с учётом free — float |
| Количество акций в списке          | Переменное                                        |
| Время расчёта (Московское время)   | С 10:00 до 18:50                                  |
| Периодичность расчёта Индекса      | 1 раз в секунду                                   |
| Начало расчёта                     | 01 сентября 1995 г.                               |
| Начальное значение                 | 100                                               |
| Ограничение на вес одного эмитента | 15 %                                              |
| Ограничение на вес пяти эмитентов  | 55 %                                              |
| Сроки изменения списка индекса     | Третья пятница марта, июня, сентября и декабря    |

## Финансовые показатели
по состоянию на июнь 2019
|                                | 2017   | 2018   | 1 пг 2019 |
| ------------------------------ | ------ | ------ | --------- |
| Доходность                     | 0,2 %  | -7,4 % | 29,2 %    |
| Доля капитализации рынка акций | 80,8 % | 83,6 % | 83,9 %    |
| Сумм. кап., млрд долл.         | 532,29 | 493,0  | 620,4     |
| P/E                            | 7,8    | 8,5    | 6,2       |
| P/BV                           | 0,9    | 0,9    | 1,0       |
| Дивидендная дох-ть             | 4,7 %  | 5,9 %  | 5,3 %     |
| Кол-во бумаг в индексе         | 45     | 42     | 40        |
| Средн. кап., млрд долл         | 11,8   | 11,7   | 15,5      |
| Мин. кап., млрд долл           | 0,9    | 0,4    | 0,9       |
| Макс. кап., млрд долл          | 84,4   | 65,6   | 87,3      |
| Медиана кап., млрд долл        | 5,3    | 4,7    | 6,0       |
| Макс. вес акций.               | 14,7 % | 15,5 % | 15,7 %    |
| Топ 10 акций                   | 71,8 % | 71,9 % | 71,5 %    |

## Отраслевая структура
| Отрасль                | Доля в индексе |
| ---------------------- | -------------- |
| Нефть и газ            | 50,6 %         |
| Финансы                | 17,8 %         |
| Металлы и добыча       | 14,7 %         |
| Потребительский сектор | 9,0 %          |
| Телекоммуникации       | 3,2 %          |
| Электроэнергетика      | 2,7 %          |
| Другие                 | 2,0 %          |

## База расчёта
Ребалансировка (обновление базы расчёта) происходит ежеквартально.
С 20 сентября 2019 года базой для расчёта индексов является список:
| №  | Код   | Наименование | Количество выпущенных акций | Коэффициент, учитывающий free-float | Коэффициент, ограничивающий вес акции | Вес акции по сост. на 30.08.2019 |
| -- | ----- | --- | --------------------------- | ----------------------------------- | ------------------------------------- | -------------------------------- |
| 1  | GAZP  | ПАО "Газпром", ао                                                                                                 | 23 673 512 900              | 46%                                 | 0,6390014                             | 15,00%                           |
| 2  | SBER  | ПАО Сбербанк, ао                                                                                                  | 21 586 948 000              | 48%                                 | 0,6415593                             | 13,84%                           |
| 3  | SBERP | ПАО Сбербанк, ап                                                                                                  | 1 000 000 000               | 100%                                | 0,6415593                             | 1,16%                            |
| 4  | LKOH  | ПАО "ЛУКОЙЛ", ао                                                                                                  | 715 000 000                 | 54%                                 | 0,6964831                             | 13,43%                           |
| 5  | GMKN  | ПАО "ГМК "Норильский никель", ао                                                                                  | 158 245 476                 | 38%                                 | 0,6964831                             | 6,26%                            |
| 6  | YNDX  | Яндекс Н.В., акции иностранного эмитента                                                                          | 292 567 655                 | 96%                                 | 0,8269221                             | 5,31%                            |
| 7  | NVTK  | ПАО "НОВАТЭК", ао                                                                                                 | 3 036 306 000               | 21%                                 | 0,6964831                             | 5,31%                            |
| 8  | TATN  | ПАО "Татнефть" им. В.Д. Шашина, ао                                                                                | 2 178 690 700               | 32%                                 | 0,9350228                             | 4,50%                            |
| 9  | TATNP | ПАО "Татнефть" им. В.Д. Шашина, ап                                                                                | 147 508 500                 | 100%                                | 0,9350228                             | 0,81%                            |
| 10 | ROSN  | ПАО "НК "Роснефть", ао                                                                                            | 10 598 177 817              | 11%                                 | 1                                     | 4,41%                            |
| 11 | SNGS  | ПАО "Сургутнефтегаз", ао                                                                                          | 35 725 994 705              | 25%                                 | 1                                     | 2,28%                            |
| 12 | SNGSP | ПАО "Сургутнефтегаз", ап                                                                                          | 7 701 998 235               | 73%                                 | 1                                     | 1,68%                            |
| 13 | MGNT  | ПАО "Магнит", ао                                                                                                  | 101 911 355                 | 71%                                 | 1                                     | 2,48%                            |
| 14 | FIVE  | Икс 5 Ритейл Груп Н.В.и, ДР иностранного эмитента на акции (эмитент ДР — The Bank of New York Mellon Corporation) | 271 572 872                 | 41%                                 | 1                                     | 2,38%                            |
| 15 | MTSS  | ПАО "МТС", ао | 1 998 381 575               | 45%                                 | 1                                     | 2,22%                            |
| 16 | POLY  | Полиметалл Интернэшнл плс, акции иностранного эмитента                                                            | 470 183 404                 | 45%                                 | 1                                     | 1,90%                            |
| 17 | ALRS  | АК "АЛРОСА" (ПАО), ао                                                                                             | 7 364 965 630               | 34%                                 | 1                                     | 1,73%                            |
| 18 | CHMF  | ПАО "Северсталь", ао                                                                                              | 837 718 660                 | 20%                                 | 1                                     | 1,56%                            |
| 19 | PLZL  | ПАО "Полюс", ао                                                                                                   | 133 561 119                 | 16%                                 | 1                                     | 1,52%                            |
| 20 | IRAO  | ПАО "Интер РАО", ао                                                                                               | 104 400 000 000             | 33%                                 | 1                                     | 1,37%                            |
| 21 | NLMK  | ПАО "НЛМК", ао | 5 993 227 240               | 16%                                 | 1                                     | 1,33%                            |
| 22 | VTBR  | Банк ВТБ (ПАО), ао                                                                                                | 12 960 541 337 338          | 27%                                 | 1                                     | 1,26%                            |
| 23 | MOEX  | ПАО Московская Биржа, ао                                                                                          | 2 276 401 458               | 58%                                 | 1                                     | 1,16%                            |
| 24 | PHOR  | ПАО "ФосАгро", ао                                                                                                 | 129 500 000                 | 25%                                 | 1                                     | 0,77%                            |
| 25 | TRNFP | ПАО "Транснефть", ап                                                                                              | 1 554 875                   | 32%                                 | 1                                     | 0,69%                            |
| 26 | MAGN  | ПАО "ММК", ао | 11 174 330 000              | 16%                                 | 1                                     | 0,69%                            |
| 27 | RTKM  | ПАО "Ростелеком", ао                                                                                              | 2 574 914 954               | 32%                                 | 1                                     | 0,62%                            |
| 28 | RUAL  | Юнайтед Компани РУСАЛ Плс, акции иностранного эмитента                                                            | 15 193 014 862              | 16%                                 | 1                                     | 0,60%                            |
| 29 | AFLT  | ПАО "Аэрофлот", ао                                                                                                | 1 110 616 299               | 41%                                 | 1                                     | 0,46%                            |
| 30 | PIKK  | ПАО "Группа Компаний ПИК", ао                                                                                     | 660 497 344                 | 18%                                 | 1                                     | 0,43%                            |
| 31 | HYDR  | ПАО "РусГидро", ао                                                                                                | 426 288 813 551             | 19%                                 | 1                                     | 0,41%                            |
| 32 | FEES  | ПАО "ФСК ЕЭС", ао                                                                                                 | 1 274 665 323 063           | 18%                                 | 1                                     | 0,38%                            |
| 33 | AFKS  | ПАО АФК "Система", ао                                                                                             | 9 650 000 000               | 33%                                 | 1                                     | 0,34%                            |
| 34 | LSRG  | ПАО "Группа ЛСР", ао                                                                                              | 103 030 215                 | 42%                                 | 1                                     | 0,31%                            |
| 35 | CBOM  | ПАО "МОСКОВСКИЙ КРЕДИТНЫЙ БАНК", ао                                                                               | 27 079 709 866              | 18%                                 | 1                                     | 0,27%                            |
| 36 | UPRO  | ПАО "Юнипро", ао                                                                                                  | 63 048 706 145              | 16%                                 | 1                                     | 0,25%                            |
| 37 | DSKY  | ПАО "Детский мир", ао                                                                                             | 739 000 000                 | 34%                                 | 1                                     | 0,21%                            |
| 38 | LNTA  | Лента Лтд., ДР иностранного эмитента на акции (эмитент ДР — Deutsche Bank Luxembourg S.A.)                        | 487 929 660                 | 21%                                 | 1                                     | 0,21%                            |
| 39 | SFIN  | ПАО "САФМАР Финансовые инвестиции", ао                                                                            | 111 637 791                 | 37%                                 | 1                                     | 0,19%                            |
| 40 | RNFT  | ПАО НК "РуссНефть", ао                                                                                            | 294 120 000                 | 9%                                  | 1                                     | 0,14%                            |
| 41 | MVID  | ПАО "М.видео", ао                                                                                                 | 179 768 227                 | 17%                                 | 1                                     | 0,13%                            |

Примечание: ап — акции привилегированные, ао — акции обыкновенные